# Joaquín Gottesman
Joaquín Gottesman Villanueva (Colonia del Sacramento, Uruguay, 5 de febrero de 1996) es un jugador de fútbol uruguayo que juega como mediocampista y actualmente milita en Magallanes de la Primera B de Chile.

## Trayectoria
Formado en la academia del Nacional, Gottesman se unió al equipo de Progreso antes de la temporada 2017. Hizo su debut a nivel profesional, precisamente en el equipo de Progreso, el día 15 de abril de 2017, en un empate 0-0 contra el Rentistas, por el torneo uruguayo. Marcó su primer gol como profesional, el 27 de mayo de 2017 en una victoria de Progreso por 4-0 sobre Villa Teresa.
En la temporada 2019, Gottesman pasó en calidad de préstamo por un semestre, al club mexicano de segunda división Correcaminos UAT y posteriormente, en el equipo colombiano de primera división Atlético Huila.
Luego de pasar un año en el extranjero, Gottesman regresó a Progreso para su segundo ciclo en el club, donde estuvo hasta la temporada 2021. En la temporada 2022, Gottesman fichó por el Sud América, donde jugó apenas 19 partidos. Un año después, el mediocampista fichó por el Uruguay Montevideo de la segunda división de su país, donde anotó solo 2 goles en 30 partidos.
En la temporada 2024, Gottesman nuevamente emigró al extranjero, pero esta vez se mudó a Chile, para fichar por el Magallanes de la Primera B.

## Vida personal
Es el hermano menor del también futbolista Julián Gottesman.

## Clubes
| Club               | País     | Año           |
| ------------------ | -------- | ------------- |
| Progreso           | Uruguay  | 2017-2018     |
| Correcaminos UAT   | México   | 2019          |
| Atlético Huila     | Colombia | 2019          |
| Progreso           | Uruguay  | 2020-2021     |
| Sud América        | Uruguay  | 2022          |
| Uruguay Montevideo | Uruguay  | 2023          |
| Magallanes         | Chile    | 2024-presente |